# オプテージ
株式会社オプテージ（OPTAGE Inc.）は、大阪府大阪市中央区に本社を置く関西電力系列の大手電気通信事業者（電力系通信事業者）・小売電力会社である。2019年3月に社名を変更し、現社名、オプテージとなった。2000年6月から同月までの社名は株式会社ケイ・オプティコムである。
サービスブランド名は、個人住宅向け eo（イオ）、中小企業・SOHO向け オフィスeo（オフィスイオ）、仮想移動体通信事業者 mineo（マイネオ）、法人向け ビジネス光である。
2019年4月に、情報通信事業の強化に向けたグループ会社の再編により、関電システムソリューションズが保有する「情報通信インフラ」や企業・自治体向けの「情報システム開発機能」をケイ・オプティコムへ移管する事を契機に、社名が「株式会社オプテージ」に変更された。

## 概要
「光をもっと、あなたのそばに。」をコーポレートスローガンに、関西電力のサービスエリア地域を対象（具体的には近畿2府4県と福井県大飯郡おおい町、大飯郡高浜町、三方上中郡若狭町、三方郡美浜町、小浜市だが便宜上省略する）に、送配電線とともに敷設した光ケーブルを用いた、FTTHのeo光・企業向けIP-VPN・IP電話・ケーブルテレビ（eo光テレビ）などの事業を行っている。
また、日本全国向けの仮想移動体通信事業者（MVNO）・小売電気事業者でもある。
今日のオプテージは関西電力が携帯電話事業向けの光ファイバー賃貸業者として設立された関西通信設備サービス（のちにアステル関西を吸収し、ケイ・オプティコムに商号変更）、関西電力と大阪市などの合弁企業で企業向け通信網を提供する大阪メディアポート、ケーブルテレビ事業を行う関西ケーブルサービス、及びケイ・キャット（旧・京阪ケーブルテレビ）の合併・統合によって成り立っている。

## 沿革
- 1985年（昭和60年） - 大阪市、関西電力、大阪ガス、阪神高速道路公団、三菱商事、三井物産、住友商事などの合弁事業として大阪メディアポートを設立。
- 1988年（昭和63年） - 関西電力の完全出資子会社として関西通信設備サービスを設立。主に企業向け通信事業を中心に展開した。
- 1997年（平成9年） - 大阪メディアポートが電力系初のインターネットサービスプロバイダである「WCN」を開始（2001年（平成13年）にパワードコムに売却）
- 2000年（平成12年）
  - 6月 - 株式会社ケイ・オプティコムに社名変更。
  - 11月1日 - 関西ケーブルサービスを合併、併せてアステル関西のPHS事業を譲受[5]。
- 2001年（平成13年）
  - 6月1日 - 最大64kbpsの定額制無線インターネット接続サービス・eo64エア開始[6]。無線部分はPHS、有線部分は光ファイバーによる。
  - 6月23日 - 最大10Mbpsの集合住宅向け光ブロードバンドインターネット接続サービス開始[7]。
  - 10月19日 - 最大3Mbpsの無線インターネット接続「eoメガエア」のサービス開始[8]。
- 2002年（平成14年）
  - 4月1日 - 最大100MbpsのFTTHインターネット接続サービス開始[9]。 企業向けのIP電話サービス開始[10]。
  - 6月17日 - 個人向けインターネット電話サービス開始[11]。
  - 10月1日 - 最大100Mbpsの企業向け光ケーブルインターネット接続サービス開始[12]。
  - 10月15日 - 個人向けインターネットテレビ電話サービス開始[13]。
- 2003年（平成15年）
  - 4月22日 - 一般電話から着信可能な050識別番号の割り当てられたIP電話のサービス開始[14]。
  - 11月21日 - 枚方市のケーブルテレビ局「ケイ・キャット」と業務・資本提携を結び、光ファイバー（FTTH）ケーブルテレビ事業「ケイ・キャットeoTV」を寝屋川市と交野市にて開局[注 1]
  - 12月1日 - 大阪メディアポートを吸収合併[4]。
- 2004年（平成16年）
  - 4月6日 - PHS音声通信の新規受付終了[15]。
  - 9月1日 - NTT固定電話の電話番号がそのまま移行（番号ポータビリティ）でき、110番119番の緊急通報可能なIP電話「eo光電話」のサービス開始[16]。
  - 9月30日 - PHS音声通信のサービス停止。
- 2005年（平成17年）
  - 7月1日
    - 日本初の1GbpsFTTH回線利用のインターネット接続サービス 最大1Gbpsの1ギガコース、および 最大100Mbpsの100Mプレミアムコースを開始[17]
    - ケイ・キャットeoTVのサービス名称を「ケイ・キャットeo光テレビ」と改め、上記京阪電鉄沿線だけでなく、近畿地方一円でサービス提供地域を順次拡大[18]。（当初のケイ・キャットとの提携は奈良県全域と大阪府四条畷市田原地区を除く）

  - 11月1日 - 近鉄ケーブルネットワークと提携し「KCN eo光テレビ」のサービスを奈良県全域と四條畷市田原地区で開始し、近畿全域でeo光テレビのサービスを本格展開開始[19]。
- 2006年（平成18年）12月18日 - eoメガエアの新規受付終了。
- 2007年（平成19年）
  - 4月2日 - 「eo光電話」2番号サービス開始[20]。
  - 11月30日 - eoメガエアのサービス停止。
- 2008年（平成20年）
  - 6月30日 - 100Mプレミアムコースの新規受付終了。
  - 7月1日
    - 1Gbps回線を利用した最大200MbpsのFTTHインターネット接続サービス(200Mコース)開始[21]。
    - 子会社の関西どっとコムを吸収合併。

  - 8月1日 - KCN eo光テレビを提供する奈良県全域と四條畷市田原地区でもケイ・キャットeo光テレビのサービス開始（KCNとの提携も継続）
  - 9月1日 - イー・モバイル（現：イー・アクセス）の通信網を利用する高速モバイルデータ通信「eoモバイル」のサービス開始[22]。
- 2010年（平成22年）
  - 3月1日 - 公衆無線LANサービス「eoモバイル Wi-Fiスポット」のサービスを開始する。同時に、従来の「eoモバイル」のサービス名称を「eoモバイル 3G」に変更するととも[23]、従来の7.2Mbpsに加えて21Mbpsのサービスを開始。
  - 9月1日 - eo64エアの新規受付終了。
  - 12月1日 - UQコミュニケーションズの通信網を利用するモバイルWiMAXサービス「eoモバイル WiMAX」のサービス開始。[24]
- 2011年（平成23年）
  - 9月30日 - eo64エアのサービス停止[25]。
  - 12月22日 - 二段階定額制「100Mライトコース」のサービスを開始[26]。
- 2012年（平成24年）
  - 1月16日
    - 「eo光」キャンペーンとして通常料金よりネットが1,000円/月、テレビ800円/月安くなる「スタート割」を新たに開始。
    - 「eo光ネット」と「eoモバイル」の融合サービス「光ハイブリッドタイプ」に42Mコースが新登場。

  - 1月26日 -「訪問修理サービス」の提供開始[27]。
  - 2月14日 - KDDIの業務提携によりauスマートバリュー開始[28]。
  - 3月6日 -「ニフティクラウド for KOPT」の提供開始[29]。
  - 4月2日 - 関西最大級の音楽コンテスト「eo Music Try 2012」の開催およびエントリー受付開始。
  - 6月1日 - タブレット端末を利用したeoスマートリンク開始[30]。
  - 7月5日 -「ケイ・オプティコム マラソン応援ソング」が誕生。
  - 7月13日 -UQコミュニケーションズ、KDDI、ケイ・オプティコム、及び、ワイヤ・アンド・ワイヤレス 4社協力による大阪市営地下鉄への公衆無線LAN及びWiMAX環境の整備[31]。
  - 8月18日 - 京セラドーム大阪 オリックス・バファローズvs福岡ソフトバンクホークス戦への冠協賛の実施。
  - 8月21日 -『フラッシュボウルシリーズ（秋季）』冠協賛の実施。
  - 9月27日 -「オフィスeo光」の提供開始[32]。
  - 10月1日
    - eo光ネット1ギガコースを大幅値下げ。従来8,700円/月を5,200円/月と業界最安値となる。
    - eo光ネットのオプションを大幅値下げ。無線ルーター650円/月を100円/月、ファミリーパック780円/月を500円/月に。
    - ケイ・キャットを吸収合併（存続会社は当社）ケイ・キャットeo光テレビのサービス名称を「eo光テレビ」に統一（ケイ・キャット提携地域が直営化。またKCNのサービスも継続）[33]

  - 10月29日 -「TSUTAYA TV for eo」を「eo光テレビ」にて提供開始[34]。
  - 11月29日 - 個人向けサービス「eo光ネット」長期利用者への「1ギガグレードアップキャンペーン」の実施。
  - 11月26日 -「TSUTAYA TV for eo」マルチスクリーンサービス開始。テレビ・パソコンから視聴可能に。
- 2013年（平成25年）
  - 1月16日 - 「ニフティクラウド for KOPT」向け『ルータパック』の提供開始始[35]。
  - 1月24日 - 「ウイルスバスター マルチデバイス 月額版 for eo」の提供開始始[36]。
  - 2月1日 - タブレット・スマートフォンの遠隔サポート開始に[37]。
  - 2月6日 - 「ワイヤレスゲート Wi-Fi」への「eoモバイル Wi-Fiスポット」アクセスポイント提供開始[38]。
  - 2月21日 - タブレット端末サービスのキャンペーンカー「リンクちゃん号」の製作およびARアプリ向けコンテンツ提供開始。
  - 3月26日 - 「eo光スティックレンタルサービス」提供開始[39]。
  - 4月1日 - 『クラウドストレージサービス』提供開始[40]。
  - 5月30日 - eoユーザー向け会員優待サービス「eo倶楽部WELBOX」の提供開始[41]。
  - 5月31日 - Q&Aコミュニティ『eo OKCorporation』の開設[42]。
  - 8月30日 - eoスマートリンク「タブレット3年保証」のサービス開始[43]。
  - 9月2日 - 月額料金最大3カ月無料ケイ・オプティコムの個人向けサービス「eo光」新キャンペーン「スタートダッシュ割」のキャンペーン開始。
  - 9月11日 - レイヤー2の1Gbpsベストエフォート回線追加[44]。レイヤー2の閉域網サービス「イーサネットVPN」では業界初となる。
  - 9月25日 - Android, iOSスマートフォン用050通話アプリ「LaLa Call（ララコール）」を提供開始[45]。
- 2014年（平成26年）
  - 2月1日 - 無線LAN最速規格（IEEE802.11ac）対応 「eo光多機能ルーター」の提供開始[46]
  - 3月 - eoモバイルWi-Fiスポット新規受け付けの終了。
  - 5月29日 - 大規模なDoS攻撃を受けDNS障害が発生。これ以降繰り返し攻撃を受け、7月7日まで何度か障害と復旧を繰り返す。
  - 6月3日 - KDDI（au）のLTE網を利用したMVNOでの携帯電話サービス「mineo（マイネオ）」を開始[47]。
  - 7月7日 - 断続的に続いていたDoS攻撃の軽減策を実施し、DNS障害は復旧したと発表。
- 2015年（平成27年）9月1日 - 「mineo」サービスに、NTTドコモのLTE/3G網を利用した「ドコモプラン」を追加。KDDI網の「auプラン」と合わせて、複数のキャリアを扱うMVNOは日本で当社が初となる[48]。
- 2016年（平成28年）
  - 3月31日
    - 「eoモバイルWi-Fiスポット」「BBモバイルポイント for eo」サービス終了[49]。
    - HFCを利用したケーブルテレビサービス終了[50]。

  - 4月1日 - 電力小売サービス「eo電気」提供開始[51]。
- 2018年（平成30年）
  - 1月4日 - 本社を大阪市中央区城見に移転。
  - 9月4日 - ソフトバンクのSoftbank 4G LTE網を利用した「Sプラン」を追加。個人向けサービスとして日本初のマルチキャリアMVNOとなった[52]。
- 2019年（平成31年）
  - 4月1日
    - eo光ネット 10ギガコース／5ギガコースを提供開始[53]。
    - 関電システムソリューションズが保有する「情報通信インフラ」や企業・自治体向けの「情報システム開発機能」および関西電力が保有していた社内LANなどの「通信サービス提供機能」をケイ・オプティコムへ移管。同時に、株式会社オプテージに商号変更。
- 2021年（令和3年）6月25日 - 役員変更。代表取締役の荒木誠氏が退任し、名部正彦氏が新任。
- 2023年（令和5年）4月1日 - 関電セキュリティ・オブ・ソサイエティを吸収合併（存続会社は当社）ホームセキュリティのサービス名称を「関電SOS」に統一ブランドとなる。

## eo光
eo光は家庭用のサービスブランド名で、戸建て住宅、マンション、アパートなどの集合住宅のいずれにも対応している。基本的に戸建て住宅は「ホームタイプ」、マンションは「マンションタイプ」、アパートなど中小規模の賃貸住宅は「メゾンタイプ」を利用する。
2002年4月1日から最大100Mbps・2005年7月1日から日本初の1GbpsFTTH回線利用のインターネット接続サービス 最大1Gbpsの1ギガコース、および 最大100Mbpsの100Mプレミアムコースを開始した。1Gbps回線を利用したサービス(1ギガコース、100Mプレミアムコース、200Mコース)は、それぞれ光回線終端装置の交換のみで他コースへの変更が出来る。
- 100Mコースから1Gbps回線を利用したサービスへの変更(またはその逆)は大規模な工事が必要である。
- 100Mプレミアムコースの新規受付は終了しているために、このコースへの変更は不可である。

関西地方では、NTT西日本の固定通信サービス「フレッツ」のシェアが低い。これは、「eoネット」の提供エリアが広く、ホームタイプ100Mコースの利用料金も、即割・長割適用で4,675円(税抜)で低料金であるからである。また、携帯電話auと提携した「auスマートバリュー」との連動割引も適用される。
2008年（平成20年）3月より一部の家電量販店でVDSLマンションタイプの店頭申し込みが試験実施されている。
2009年（平成21年）3月現在、VDSLマンションタイプ、メゾンタイプ（棟内配管を利用し各戸まで光ファイバーを配線するタイプ。賃貸マンション向け）の受付が可能。
回線接続とプロバイダー一体型のサービスである。
無料プロバイダーサービス
- eoWEBメール - 送受信可能サイズ 1通あたり：100MB
- メールボックス基本容量：200MB 保存期間：60日を、無料で 容量：5GB 保存期間：無制限 に変更できる。
- かんたん迷惑メール拒否設定
- かんたんメール転送設定
- メール盗聴防止
- 児童ポルノサイトブロッキング

2022年から、関西電力とサービス内容が競合する大阪ガスも「さすガねっと」の名称でブロードバンド接続・ISP事業に参入したが、eo光は関西電力が保有する光通信網（電力保安通信線）を活用したものであり、「さすガねっと」（提携先の光回線・CATV回線を活用）とは似て非なるものである。

### eo光多機能ルーター
eo光多機能ルーターは、1Gbpsコース・IPv6接続対応、4ポート1000BASE-Tイーサネットの有線LAN・IEEE802.11ac無線LAN、2ポートのアナログ電話回線端子×2電話番号対応でスマートフォンが子機になるeo光電話アダプター機能がある。2014年2月より、レンタルを開始した。
つなぐだけネットスタートでeo光ネットの回線に接続し電源を入れるだけで接続が完了するため、接続アカウントなどの設定は不要である。ワンプッシュ無線スタート（WPS対応）で、設定ボタンを押すだけで無線LANの設定が完了する。そのため、家庭内のパソコン、タブレット（eoスマートリンクも含む）、スマートフォンを初め、インターネット接続型のデジタルテレビ、テレビゲーム機、端末型ゲーム機などと簡単に接続できる。
- AGEphone for eo - iOS・Android端末対応のeo光電話の子機のアプリケーションソフトウェアである。

### eo光電話
eo光電話は、通常の市外局番のIP電話である。NTT西日本の加入電話からの番号ポータビリティに対応している。
市外局番06地域では、新規加入時に市内局番7492～7494・7500～7509番台が割り当てられる。
新規加入でeo光ネットと同時に申し込む場合は契約事務手数料・標準工事費 0（税別）円、1番号と2番号とを変更する場合は変更事務手数料3,000（税別）円が必要である。番号ポータビリティーは、電話番号割当手数料 2,000（税別）円/番号となる（NTT工事費が別途必要）。

### eoスマートリンク
eoスマートリンクは、eo光加入者だけの限定コンテンツが利用できるタブレットPC端末サービスである。タブレットの分割払い月額は、富士通の「ARROWS Tab」930円、ソニーの「Xperia Tablet」1595円（2年＜24か月＞払いの場合で、ネット接続料285円込み。税別。一括払い、ソニー製は3年＜36か月＞払いも可能）2012年6月より、提供を開始した。

## オフィスeo
オフィスeoは、最大１Gpbsのベストエフォート型インターネット接続、4～16ch・1～32番号のIP電話を組み合わせた、中小企業・SOHO向けサービスである。2012年10月1日提供開始された。
ホスティングサービス・グループウエア・Web会議・マルチデバイスセキュリティーサービスなども提供している。

## ビジネス光
ビジネス光は、ケイ・オプティコムの大企業・公共向けサービスのブランド名である。
インターネット接続は、オフィスeoと同じ回線を利用するインターネットオフィスと、完全にコンシューマー回線とのトラフィック分離を実現したインターネットハイグレードの帯域確保型の「タイプG」とベストエフォート型の「タイプS」とがある。
IP電話・VPN・専用線・無線アクセス・データセンター・クラウドコンピューティング・ソリューションサービスの提供を行っている。

## eo光テレビ
eo光テレビは、FTTHのケーブルテレビである。2012年9月30日まではケイ・キャットと提携していたが、同社を合併した上で直営化されている（これとは別に兵庫県多可町のたかテレビをはじめ同県および福井県内の複数の公営ケーブルテレビ局とデジタルBS・CSの配信部門で、奈良県および大阪府四條畷市田原地区では近鉄ケーブルネットワークと、それぞれ提携するサービスもあり）。HFC回線を敷設していない、ないしは敷設することが不可能な地域にケーブルテレビの番組を提供することを目的として開始した。現在は既存局開局地域を含め、2府4県の大半および福井県高浜町でサービスを提供している。
地上波は地上アナログテレビジョン放送・地上デジタルテレビジョン放送共に各府県の放送対象地域内の放送局のみを再送信しているので、地上波で放送対象地域外の放送局を直接受信によって視聴していた場合、完全に乗り換えると視聴できなくなる（区域外再放送問題）。ただし大阪府ではサンテレビの再送信が全域で、一部ではKBS京都テレビの再送信が、兵庫県および京都府の一部地域ではテレビ大阪の再送信が行われている。
なお、サービスを提供する地域の一覧はeo光テレビ#サービスエリア、配信する番組は、ケイ・オプティコムの直営地域（旧・ケイ・キャット提携地域）については同項のチャンネル、近鉄ケーブルネットワークとの提携地域については同局の#主な放送チャンネルのそれぞれの項を参照のこと。
また、大阪府枚方市、京都府八幡市と、京田辺市の京阪東ローズタウンの地域については、ケイ・キャット時代から提供していたHFC（同軸ケーブル線）を利用したケーブルテレビ（K-CATケーブルテレビサービス）とその応用サービスであるケーブルテレビインターネット、ケーブルテレビ電話（K-CAT ZAQインターネット接続サービス）を引き続き利用できたが、2012年10月1日の法人統合後はHFCを利用したサービスの新規申し込み、及びFTTH（光ファイバー）からのサービス転換申し込みはできなくなった。更に、設備老朽化により、HFCを利用したサービスは2016年3月31日をもって終了した。

## eo電気
eo電気は、eo光ネット利用者向けの小売電気事業で、電力自由化に伴い、2016年4月以後サービスを提供する。
サービス提供するケイ・オプティコムは関西電力の完全子会社であるが、eo電気は自前での発電は行わず、電力の卸し取引市場である「日本卸電力取引所（JEPX）」から約7割を調達。関西電力から残りの約3割を確保する。
関西電力の電気供給エリア内のeo光ネットの利用場所で、eo光ネット1契約につきeo電気1契約可能である。契約電力50キロワット未満・周波数60ヘルツ・交流単相2線式標準電圧100ボルトまたは交流単相3線式標準電圧100ボルトもしくは200ボルトで供給される。

## mineo
mineoは、2014年6月3日にサービスを開始したKDDI au 4G LTE 最大速度受信150Mbps/送信25Mbps（音声 CDMA2000 1xRTT／VoLTE）を用いるauプラン（Aプラン）、2015年9月1日にサービスを開始したNTTドコモXi 最大速度受信225Mbps/送信50Mbps・FOMA 最大速度受信14Mbps/送信5.7Mbpsを用いるドコモプラン（Dプラン）、及び2018年9月4日にサービスを開始したSoftBank 4G LTEを用いるソフトバンクプラン（Sプラン）を選択することができる、マルチキャリア仮想移動体通信事業者サービスである。

## LaLa Call
LaLa Call（ララコール）は、Android, iOS スマートフォン用の050IP電話ソフトウェアである。着信時に起動するプッシュ通知に対応している。専用アプリを使用しているため、パソコン・Windows 10 Mobileなどには非対応。2013年9月25日提供開始。
月額基本料は、100円(＋税）とユニバーサルサービス料である。mineoの契約者・eo光の契約者とその家族合計4人までは100円（税別）分の無料通話が付く。留守番電話機能は無料で、メール通知を使用すると留守番電話の音声を指定されたメールアドレス宛に送信することができる。音声はWAV形式で、コーデックは加入電話と同じG.711 μ-Law（CCITT μ-Law 8bit 8000Hz モノラル 64Kbps）。
セカンダリ電話であるため、通話品質は加入電話よりもやや落ちる場合がある。
なお通信速度は上り・下りともに約20kbps以上となっているため、データ通信で速度制限が行われていても通話に支障が出ないように設計されている。
電話番号は050-7100-XXXXから050-7136-XXXXまで割り当てられており、申込み時には契約できる電話番号候補が4件提示される。
緊急通報・番号案内・電報・時報・災害用伝言ダイヤル・天気予報・消費者相談・児童相談・フリーダイヤル・ナビダイヤル・テレドーム・衛星船舶電話とは通話できない。
無料通話先はeo光電話 050ナンバープラスと同様で、LaLa Call・eo光電話・KDDI（KDDI-IPフォンを除く）。そして相互接続の上位にいる楽天コミュニケーションズと、その下にいる電力系通信事業者のIP電話基盤グループである電力系通信事業者とアイテック阪急阪神である。eo光電話からLaLa Callへの発信は無料である。国内通話料（税抜）は、携帯電話 1分18円・PHS 1分20円・固定電話 3分8円・有料提携050IP電話 3分7.4円である。
テキスト・スタンプ・写真・動画・位置情報をやり取りする、インスタントメッセージ機能がある。

### ビジネスLaLa Call
ビジネスLaLa Call（ララコール）は、法人契約スマートフォンの050インターネット電話である。
番号追加/解約は、契約変更事務手数料3,000円(税抜)が必要である。月額基本料は、ケイ・オプティコムの回線契約法人は5電話番号まとめてユニバーサルサービス料のみ、一般は500円とユニバーサルサービス料である。6電話番号以降は1番号ごと300円である。留守番電話機能は無料。
ネットワーク・セキュリティ機能が強化されている。
- リモートワイプ機能 - 専用電話帳を外部から遠隔で削除
- カスターマーコントロール機能 - 外部のパソコンなどから遠隔操作で不正使用を防止する。（ログインパスワード変更・端末認証設定・ワンタイム解除）

## eoモバイル
eo光ネットの追加サービス（オプション）扱いで、仮想移動体通信事業者（MVNO）として、外出先でもパソコン・タブレットPC、携帯電話・スマートフォンを利用できる「eoモバイル 3G」（イー・モバイル網）・「eoモバイル WIMAX」（UQコミュニケーションズ網）を展開していた。自社のPHS回線を使うeo64エアと比べて通信速度が速く、全国で使えるというメリットがある。
いずれも既に新規加入受け付けを終了。
公衆無線LANである「eoモバイルWi-Fiスポット」「BBモバイルポイント for eo」は、2016年3月31日、サービス終了する。

## PHS事業

### アステル関西
アステル関西は、2000年（平成12年）11月1日に株式会社アステル関西より譲受したPHSサービスのブランド名称である。すでにサービスは終了している。

### eo64エア
PHSを利用した、定額制データ通信サービス。新規の受付は2010年（平成22年）8月31日を以って停止されている。2011年（平成23年）9月30日限りでサービス終了した。

## その他
- 2006年（平成18年）2月から、インターネット上での帯ドラマとして「キミのミカタ」と題した作品をネット配信された。ネット上で行われるオリジナルドラマの製作は日本では史上初の試みで、小阪由佳、香西りえなど、グラビアアイドルらが出演している。
  - 配信形式 WMTストリーミングによる2Mbpsと500Kbpsの2つの回線での上映。
  - 配信予定 2006年（平成18年）2月より原則として毎週月曜から金曜日1話15分ずつ。
  - 視聴の対象者 eo利用者だけでなく一般にも広く視聴できるようにした。
  - 2007年（平成19年）にDVDソフトとして発売された。
  - その他の詳細は外部リンク先を参照されたい。
- ドメインが地域別などで分けられていないため、一人のユーザーが連続的に荒らし行為をすると、その対象サイトで全てのeo契約者が規制される場合がある。
  - 2010年（平成22年）9月現在、一部地域において、リモートホストに地域コードが書かれるようになった。但し、全ての地域において対応しているわけではない。
- 2014年（平成26年）には、RBBTODAYベストキャリア（近畿）で8年連続、ベストテレビ（西日本）にて5年連続、No.1を獲得した。長期利用率No.1である。
- eo Music Tribe
- 第65回びわ湖毎日マラソン(2010年3月)のメーンスポンサー

## かつての関連会社
- 関西どっとコム
  - 関西に特化したポータルサイト「 関西どっとコム」とブログサービス「関西どっとコムblog」を運営していた。
  - 元々、ケイ・オプティコム、博報堂、関西電力、京阪神エルマガジン社の出資で設立されたが、2008年（平成20年）5月29日にケイ・オプティコムの完全子会社となった。
  - 2008年（平成20年）7月1日付けでケイ・オプティコムに吸収合併された、合併に伴い、ポータルサイトの「関西どっとコム」は6月30日で閉鎖し、「関西どっとコムblog」は9月30日にサービス終了予定で、「関西どっとコム」のコンテンツの一部は「eoポータルサイト」に移行し、「関西どっとコムblog」についてはケイ・オプティコム運営のブログサービス「eoblog」へ移行した。

## CM出演者
現在
- 鈴木亮平 個人向けeoサービスに出演
- 真丸  関電SOSに出演

過去(アステル関西時代は当該項目参照)
- 遠藤久美子
- 中村玉緒
- 氷川きよし
- ベッキー
- 有吉弘行
- 川平慈英
- キダ・タロー
- なるみ
- 大木こだま
- 唐沢寿明[注 2]
- 相武紗季[注 3]
- 長谷川博己　個人向けeoサービスに出演
- 木下優樹菜　個人向けeoサービスに出演
- 芦田愛菜　個人向けeoサービスに出演
- 佐々木健介　個人向けeoサービスに出演
- 要潤　個人向けeoサービスに出演
- 葵わかな　mineoに出演
- 香川照之　個人向けeoサービスに出演
- 荒川槙   関電SOSに出演
- 地蔵笑花 関電SOSに出演
- 他

## 提供番組
- テレビ
  - 現在はスポットCMのみ。過去には提供番組も存在した。

- ラジオ
  - FMOH! 午前9時45分頃（月～金曜日）のTRAFFIC REPORT（交通情報）。また、FMOH!の社会啓発活動「STOP! DRUNK DRIVING PROJECT（通称：SDD PROJECT）」の協賛スポンサーにもなっており、CMの終わりには「ケイ・オプティコムは、SDD PROJECTに協賛しています」のアナウンスが流れる。
  - FM COCOLO 午前8時15分頃（月～金曜日）のヘッドラインニュース（クレジットは、eo光）にも提供している。

## 協賛イベント・スポーツ大会
- びわ湖毎日マラソン - ゼッケン・大会筆頭スポンサー。2010年大会～2012年大会まで（2013年大会以降は住友電気工業が協賛）
- 大阪マラソン - ゼッケン・特別共催スポンサー。第1回大会より
- 関西学生アメリカンフットボール連盟 - 2012年度より「FLASH BOWL SERIES」の協賛スポンサーとなった（2011年度までは親会社の関西電力が協賛）